# 1998 AJ
1998 AJ är en asteroid i huvudbältet som upptäcktes den 2 januari 1998 av de båda japanska astronomerna Takeshi Urata och Yoshisada Shimizu vid Nachi-Katsuura-observatoriet.
Asteroiden har en diameter på ungefär 11 kilometer.